# Roar Ljøkelsøy
Roar Ljøkelsøy (Orkdal, 31 de mayo de 1976) es un deportista noruego que compitió en salto en esquí.
Participó en cuatro Juegos Olímpicos de Invierno, entre los años 1994 y 2006, obteniendo dos medallas de bronce en Turín 2006, en las pruebas de trampolín normal individual y trampolín grande por equipos (junto con Lars Bystøl, Bjørn Einar Romøren y Tommy Ingebrigtsen), el cuarto lugar en Lillehammer 1994 y el cuarto en Nagano 1998, en la prueba por equipos.
Ganó cuatro medallas en el Campeonato Mundial de Esquí Nórdico, en los años 2005 y 2007.

## Palmarés internacional
| Juegos Olímpicos   | Juegos Olímpicos      | Juegos Olímpicos  | Juegos Olímpicos |
| Año                | Lugar                 | Medalla           | Prueba           |
| ------------------ | --------------------- | ----------------- | ---------------- |
| 2006               | Turín (Italia)        | Medalla de bronce | TN individual    |
| 2006               | Turín (Italia)        | Medalla de bronce | TG por equipos   |
| Campeonato Mundial |                       |                   |                  |
| Año                | Lugar                 | Medalla           | Prueba           |
| 2005               | Oberstdorf (Alemania) | Medalla de plata  | TG individual    |
| 2005               | Oberstdorf (Alemania) | Medalla de bronce | TG por equipos   |
| 2007               | Sapporo (Japón)       | Medalla de plata  | TG por equipos   |
| 2007               | Sapporo (Japón)       | Medalla de bronce | TG individual    |